# Frans Malmros (1836–1904)

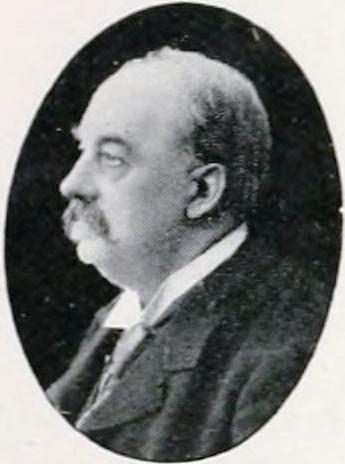
Frans Malmros

Frans Malmros, född 17 mars 1836 i Trelleborg, död där 20 november 1904, var en svensk grosshandlare. Han var far till Frans Malmros (1865–1931).
Malmros var från 1868 ordförande i styrelsen för Trelleborgs stads sparbank; ledamot i styrelsen och från 1874 kontorschef för Skånes Enskilda Banks kontor i Trelleborg och den förste verkställande direktören för Trelleborgs Ångfartygs AB. Han är begravd på Västra kyrkogården i Trelleborg.